# Martine Leguille-Balloy
Martine Leguille-Balloy, est une avocate et femme politique française. Présidente de la FICT (Fédération des industries des charcutiers traiteurs) du 1er mars 2023 au 1er mars 2024.
Membre de l'Alliance centriste et investie par La République en marche, elle est députée de la 4e circonscription de la Vendée de 2017 à 2022.

## Éléments personnels
Née dans le Cher à La Guerche-sur-l’Aubois, mère de trois enfants, Martine Leguille-Balloy a résidé aux Herbiers (Vendée) de 1983 à juin 2022.
Elle est titulaire d’un DESS de droit agro-alimentaire, d’un DEA de droit rural et d'un doctorat en droit obtenu à l'université de Nantes en 1999, grâce à une thèse portant sur l'évolution de la réglementation du bien être des animaux de rentes en Europe.
Elle est avocate spécialisée en droit agroalimentaire, en droit de la santé animale, droit équin et droit communautaire au barreau de Nantes,,. 
Depuis 2019, elle est avocate au Barreau de Paris.[réf. nécessaire]

## Carrière politique

### Au sein de l'Union des démocrates et indépendants
En juin 2014, Martine Leguille-Balloy figure sur la liste menée par Jean Arthuis aux élections européennes dans l’Ouest dans le cadre de la coalition « L’Alternative » avec le MoDem, où elle est présentée comme membre de l’Union des démocrates et indépendants.
Membre de l’Union des démocrates et indépendants (UDI) à partir de 2012, proche de Jean Arthuis au sein de l’Alliance centriste, elle se rapproche dès 2016 d’Emmanuel Macron. Elle ne soutient aucun candidat à la « primaire ouverte de la droite et du centre » de novembre 2016, comme sa formation politique. Aussi, à partir de mars 2017, l’Alliance centriste soutient formellement Emmanuel Macron, ce qui lui vaut son exclusion avec Jean Arthuis de l’UDI.

### Députée de la Vendée
À la suite de l’élection d’Emmanuel Macron en 2017, La République en marche (LREM) l’investit dans la quatrième circonscription de la Vendée. Elle arrive en tête du premier tour en réunissant près de 47 % des suffrages exprimés, avant d’être élue députée au second tour avec 62 % des voix face à Wilfrid Montassier (UDI), maire de La Rabatelière.
Elle siège à l’Assemblée nationale notamment à la Commission des Affaires Européennes.
Elle siège également au Conseil de l’Europe et à l’Assemblée Franco-Allemande où elle est nommée par le Président de L’Assemblée nationale.  
Elle co-préside avec Jean-Baptiste Moreau le groupe agriculture et agroalimentaire de la majorité et est l’auteur de différents rapports dont celui sur l’entrave (atteintes portées aux agriculteurs, aux entreprises agro-alimentaires et à la chasse).
Localement elle est notamment à l’initiative de la réouverture de la ligne SNCF entre Cholet et les Herbiers qui devrait permettre en 2027 aux millions de spectateurs d’accéder au Puy du Fou par un moyen de transport décarboné.
Candidate à sa propre succession lors des élections législatives de 2022, elle est devancée au premier tour, puis battue au second tour, par Véronique Besse (DVD).

### Présidente de la FICT
À l’issue de son mandat de députée, elle postule pour succéder à Bernard Vallat à la présidence de la FICT (fédération des entreprises  des charcutiers traiteurs). Elle est élue le 11 janvier 2023 et a pris ses fonctions le 1er mars 2023. Présidente de la FICT, elle devient, vice-présidente de l’ANIA, d’INAPORC, et accède à divers autres mandats.

### Avocate et experte associée à FARM et EAT Europe
Elle n’effectue qu’un mandat d’un an à la FICT. Elle opte dès mai 2024 pour son métier d’avocate et devient experte associée dans FARM et EAT Europe, think tank auprès des institutions européennes, devenues l’organe décisionnaire de la politique agricole et agro-alimentaire.[réf. nécessaire]
Elle participe à d’autres think tanks : vice-présidente d’ALR, membre d’Agridées, membre de l’Institut de droit équin, membre de l’association française de droit rural, membre du Mouvement européen. 
Elle est l’auteure de nombre de tribunes, et de prises de paroles médiatiques sur les sujets relatifs à la filière équine et aux secteurs agricole et agro-alimentaire.